# Triple Nine Society
Triple Nine Society (ang. Stowarzyszenie Potrójnej Dziewiątki) – stowarzyszenie założone w 1978 roku. Skupia ludzi z bardzo wysokim ilorazem inteligencji, przekraczającym wyniki uzyskiwane przez 99,9 proc. populacji ludzkiej.
W październiku 2018 stowarzyszenie posiadało ponad 1900 członków z 50 różnych krajów, większość z nich mieszkała w Stanach Zjednoczonych.

## Członkowie stowarzyszenia
- Richard Ballerand
- Robert Forster
- Ronald K. Hoeflin
- Mike Keefe
- Kirk Kirkpatrick
- Jack Schaeffer